# Rohatka pestrá
Rohatka pestrá (Ceratophrys aurita), známá též jako rohatka obrovská, je jihoamerická žába patřící do čeledi rohatkovití (Ceratophryidae) a rodu rohatka (Ceratophrys). Druh popsal v roce 1823 Giuseppe Raddi. Měří přibližně 20 cm a živí se i většími živočichy, jako jsou malí hlodavci. Dle Mezinárodního svazu ochrany přírody je hodnocena jako málo dotčený druh, nebezpečí představuje především ničení přirozeného prostředí a odchyt.

## Výskyt
Rohatka pestrá je tropická jihoamerická žába, endemický druh Brazílie; vyskytuje mezi státy Bahia, Rio Grande do Sul a Minas Gerais, obývá zde několik chráněných oblastí. Žije na zemi v primárních a sekundárních lesích, k rozmnožování využívá sladké vodní plochy. Zřídka se vyskytuje mimo les. Druh není běžný a je obtížné jej ve volné přírodě najít.

## Popis
Rohatka pestrá je jedna z největších žab rodu Ceratophrys, mohutné tělo dosahuje délky kolem 20 cm, avšak může být dlouhé i 23 cm. Samice jsou obyčejně větší než samci, u tohoto druhu je viditelný pohlavní dimorfismus. Hlava dosahuje velikosti třetiny žáby, nos je zaoblený. Na slizké kůži rostou výrůstky, spodní část je téměř hladká. Žába má tmavé zbarvení, středem těla se táhne zelený pruh. Tělo je zbarveno břidlicově se skvrnami a pruhy, spodní část je žlutavá.

## Chování
Rohatka pestrá tráví většinu dne zahrabaná pod zemí s vystrčenou hlavou a číhá na potravu. Živí se masožravě, konzumuje například červy, hmyz, někdy i malé hlodavce. Větší kořist dovede ulovit díky zkostnatělým výrůstkům v dásních, které slouží namísto zubů a žába s jejich pomocí dovede přemoci i bránící se oběť. Masožravým způsobem života žijí i pulci těchto žab, kteří jsou potravně specializováni na jiné pulce. Rozmnožování je závislé na zdroji vody, kam samice klade vajíčka. Nedospělí jedinci zde žijí až do ukončení vývoje.

## Ohrožení
Populace tohoto druhu je klesající. Nebezpečí představuje především ničení přirozeného prostředí, způsobené například zemědělstvím, a také lov těchto žab pro domácí chov. Avšak kvůli širokému areálu rozšíření a velké populaci je rohatka pestrá hodnocena Mezinárodním svazem ochrany přírody jako málo dotčený druh.

## Synonyma
- Bufo auritus, Raddi, 1823
- Ceratophrys dorsata, Wied-Neuwied, 1824
- Ceratophrys varius, Wied-Neuwied, 1824
- Ceratophris clipeatus, Cuvier, 1829[5]